# Fabio Kon
Fabio Kon é um professor universitário e pesquisador brasileiro da área da Ciência da computação. Professor titular do Instituto de Matemática e Estatística da Universidade de São Paulo, possui mais de 30 anos de experiência em desenvolvimento de software e atua em pesquisas de áreas como sistemas distribuídos, cidades inteligentes, métodos ágeis, empreendedorismo e computação musical.

## Formação acadêmica
Kon graduou-se em Ciência da computação em 1990 pela Universidade de São Paulo e em 1992 em Música (Instrumento - Percussão) pela Unesp. Sob orientação de Arnaldo Mandel, concluiu seu Mestrado em Matemática Aplicada pelo Instituto de Matemática e Estatística da USP em 1994, onde apresentou a dissertação Sistemas de Arquivos Distribuídos, da especialidade de Arquitetura de Sistemas da Computação.
Em 2000, finalizou seu Doutorado em Ciência da Computação, pela University Of Illinois At Urbana Champaign, UIUC, Estados Unidos, com um estudo relacionado a engenharia de software. Sua tese Automatic Configuration of Component-Based Distributed Systems foi orientada por Roy Harold Campbell. Nesse mesmo ano, cursou o Pós-Doutorado na mesma universidade, com bolsa da National Science Foundation, NSF, Estados Unidos.

## Carreira
Após retornar ao Brasil, em 2005, Kon obteve o título de Livre-Docente pela Universidade de São Paulo com o trabalho Desenvolvimento de Sistemas de Software. Além da sua atuação como docente, atua como editor-chefe emérito do Journal of Internet Services and Applications do Springer Nature, e é assessor especial do diretor científico da FAPESP, no qual atua em programas de pesquisa para inovação. 
Em 2024, tornou-se um editor associado da revista Communications of the ACM. Fabio Kon se tornou uma referência na área de sistemas inteligentes, de software livre e de inovação tecnológica.

## Empreendedorismo
Como professor de ciência da computação, procura incentivar os alunos em ações empreendedoras na universidade e que visem a inovação. A visão de Fabio é transformar as pesquisas acadêmicas em negócios, por isso, em 2016, trouxe para a Universidade de São Paulo o Programa Startup Farm por meio do Centro de Competência em Software Livre (CCSL) do Instituto de Matemática e Estatística da USP.

Em entrevista ao jornal O Estado de S.Paulo, disse: 
Sempre gostei de produzir software, mas percebia que muita coisa feita no Brasil não ia para a frente. Transformar ciência em negócios ainda é um tema pouco explorado nas universidades”. 
Hoje, ele continua ajudando a divulgar a cultura empreendedora na área de tecnologia da informação e no contexto universitário.

## Cidades inteligentes
Fabio coordena o projeto de pesquisa colaborativo InterSCity (Internet do Futuro para Cidades Inteligentes), cujo objetivo é melhorar a qualidade de vida nas cidades com a ciência da computação. Este projeto é hospedado pelo Instituto Nacional de Ciência e Tecnologia (INCT), abrange nove instituições brasileiras e outros parceiros internacionais, e recebe apoio financeiro da CAPES, FAPESP e CNPq. As cidades inteligentes também se preocupam com as mudanças climáticas, objetivando a mitigação e a resiliência. Contudo, Kon admite que a gestão pública é um desafio, uma vez que o projeto é a longo prazo, o que vai contra a visão imediatista de políticos.
Entre 2018 e 2019 atuou como professor visitante no laboratório Senseable City Lab do MIT que estuda redes e informações digitais cobrem o espaço urbano, e tem como objetivo desenvolver e implantar ferramentas que contribuam com a aprendizagem sobre o funcionamento das cidades e das pessoas que nela transitam.

## Mobilidade urbana
Em 2025, Fabio Kon coordena, ao lado de Ciro Biderman, um projeto piloto que estuda a possibilidade de oferecer créditos no Bilhete Único para moradores da cidade de São Paulo que usarem a bicicleta em seus deslocamentos diários.

## Curiosidades
- Fabio idealizou uma página com termos de informática traduzidos para o português.[16]
- É instrutor de quatro cursos em acesso aberto na plataforma gratuita coursera.[17]

## Prêmios e honrarias
Durante a carreira de pesquisador e professor universitário recebeu diversas premiações pelo trabalho realizado.
- 2018 - Fulbright Visiting Professor Award, Fulbright Commission, EUA.[18]
- 2018 - Melhor artigo da IFIP International Conference on Open Source Systems., IFIP - The International Federation for Information Processing.[19]
- 2016 - ACM Distinguished Scientist, ACM. Fabio Kon foi laureado pela Association for Computing Machinery.[20]
- 2010 - 10-Year Best Paper Award, ACM/IFIP/USENIX International Middleware Conference.[21]
- 2009 - ACM Senior Member, Association for Computing Machinery.[22]

## Principais artigos científicos publicados
As publicações do pesquisador estão disponíveis nas principais bases de dados científicas e periódicos renomados. Alguns artigos destacados:
- Kon, Fabio; Braghetto, Kelly; Santana, Eduardo Z.; Speicys, Roberto; Guerra, Jorge Guerra. Toward smart and sustainable cities. Communications of the ACM, v. 63, p. 51-52, 2020.
- Santana, Eduardo Felipe Zambom; Chaves, Ana Paula; Gerosa, M. A.; Kon, F.; Milojicic, Dejan S. Software Platforms for Smart Cities. ACM Computing Surveys, v. 50, p. 1-37, 2017.
- Santos, Carlos; Kuk, George; Kon, Fabio; Pearson, John. The attraction of contributors in free and open source software projects. Journal of Strategic Information Systems, v. 22, p. 26-45, 2013.
- de O. Melo, Claudia; S. Cruzes, Daniela; Kon, Fabio; Conradi, Reidar. Interpretative case studies on agile team productivity and management. Information and Software Technology, v. 55, p. 412-427, 2013.
- Kon, Fabio; Marques, Jeferson Roberto; Yamane, Tomonor; Campbell, Roy H.; Mickunas, M. Dennis. Design, implementation, and performance of an automatic configuration service for distributed component systems. Software, Practice & Experience (Print), v. 35, n.7, p. 667-703, 2005.
- Goldchleger, Andrei; Kon, Fabio; Goldman, Alfredo; Finger, Marcelo; Bezerra, Germano Capistrano . InteGrade: object-oriented Grid middleware leveraging the idle computing power of desktop machines. Concurrency and Computation. Practice & Experience, EUA, v. 16, p. 449-459, 2004.
- Kon, Fabio; Costa, Fabio; Blair, Gordon; Campbell, Roy H. The case for reflective middleware. Communications of the ACM, v. 45, p. 33-38, 2002.
- Kon, F.; Campbell, R. H. Dependence Management in Component-Based Distributed Systems. IEEE Concurrency, Estados Unidos, v. 8, n.1, p. 26-36, 2000.